# Eugène Quessot
Eugène François Quessot est un homme politique français, né le 22 janvier 1882 à Brie et mort le 9 mars 1949 à Rennes. Membre de la SFIO, il est sénateur d‘Ille-et-Vilaine de 1946 à 1948.

## Biographie
Originaire de Charente, Eugène Quessot est d’abord forgeron dans la région de Bordeaux avant d’arriver à Rennes en 1910 où il exerce une activité d’ajusteur aux ateliers ferroviaires. Il est fortement engagé dans l’action syndicale au sein de la CGT : d’abord délégué du personnel au sein de l’établissement de Rennes, il devient par la suite administrateur fédéral de la confédération des cheminots.
Il fait son entrée en politique lors des élections municipales du 30 novembre 1919 où il est élu sur la liste menée par le radical Jean Janvier. Il siègera au conseil municipal de Rennes jusqu’à la fin de sa vie. Il est le premier adjoint du socialiste Carle Bahon de 1925 à 1929. Il est pressenti pour être maire de Rennes en 1929 mais le conseil municipal choisit Jean Lemaistre le 19 mai alors qu'il était pourtant désigné officieusement maire le 17 mai. Sous l’Occupation, le maire François Château est maintenu par le régime de Vichy et, malgré des opinions politiques opposées à celle du régime collaborationniste, Eugène Quessot conserve son mandat de conseiller municipal ; il se fait cependant régulièrement excuser aux réunions du conseil à partir d’octobre 1943. Il retrouve son mandat après la Libération en devenant le premier adjoint du gaulliste Yves Milon de 1945 à 1947. À la suite de la démission de ce dernier le 15 juillet 1947, il assure l’intérim comme maire jusqu’aux élections municipales d’octobre. Lors de celles-ci, il mène la liste SFIO qui n’obtient que six sièges de conseillers municipaux.
Le 14 décembre 1919, il est élu dans le canton de Rennes-Sud-Est lors des élections cantonales en battant René Le Hérissé, sénateur radical. Il devient le premier élu socialiste au conseil général d'Ille-et-Vilaine et est le seul représentant de ce parti au cours de l’entre-deux-guerres. Il siège à l’assemblée départementale, sans autre interruption que l'Occupation, de 1919 à sa mort.
En 1920, il devient secrétaire de la fédération socialiste d’Ille-et-Vilaine.

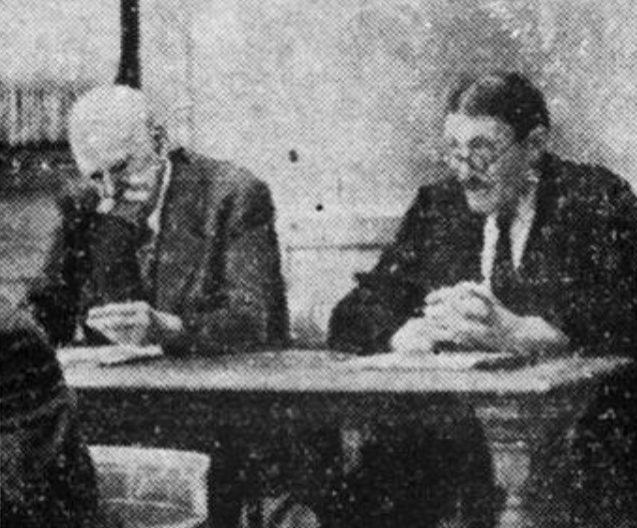
Jean Lemaistre et Eugène Quessot en octobre 1935 lors du conseil municipal de Rennes

Par contre, ses tentatives pour obtenir un mandat national sont longtemps vouées à l’échec. Il se présente une première fois lors des élections législatives de 1914 et ne parvient pas à se faire élire. Aucune de ses candidatures successives à toutes les élections législatives jusqu’à celle de 1936 ne sera couronnée de succès. Après la Libération, il participe sans plus de réussite aux élections législatives de 1945 en figurant en deuxième place de la liste menée par Albert Aubry, qui est le seul socialiste élu dans le département. Il est alors choisi pour mener la liste socialiste aux élections sénatoriales de 1946. La liste arrive en deuxième position derrière la liste MRP et, le 8 décembre 1946, Eugène Quessot est élu au Conseil de la République. Pendant son mandat à la Haute Assemblée, il participe aux travaux de la commission des moyens de communication et de celle de la reconstruction. Il choisit de ne pas se représenter aux élections sénatoriales de 1948 et meurt quelques mois plus tard, le 9 mars 1949, « des suites d'une longue maladie ».
Avec Albert Aubry, Eugène Quessot est un des deux parlementaires socialistes élus en Ille-et-Vilaine avant les élections législatives de 1981 et les élections sénatoriales de 2008.

## Mandats électoraux
Sénateur
- 8 décembre 1946 - 7 novembre 1948 : conseiller de la République d‘Ille-et-Vilaine

Conseiller général
- 14 décembre 1919 - 12 octobre 1940[8] : membre du conseil général d'Ille-et-Vilaine (élu dans le canton de Rennes-Sud-Est)
- 7 octobre 1945 - 9 mars 1949 : membre du conseil général d'Ille-et-Vilaine

Conseiller municipal
- 30 novembre 1919 - 10 mai 1925 : conseiller municipal de Rennes
- 10 mai 1925 - 12 mai 1929 : adjoint au maire de Rennes
- 12 mai 1929 - 4 août 1944[9] : conseiller municipal de Rennes
- 27 mai 1945 - 15 juillet 1947 : adjoint au maire de Rennes
- 15 juillet 1947 - 26 octobre 1947 : maire de Rennes (intérim)
- 26 octobre 1947 - 9 mars 1949 : conseiller municipal de Rennes

## Hommages et distinctions
- Chevalier de la Légion d'honneur[2].
- Officier de l'Instruction publique[2].
- Une modeste rue de Rennes (102 m.), située dans le quartier Francisco Ferrer-Vern-Poterie, porte le nom d’Eugène Quessot[10].